# Bohumír Komínek
Bohumír Komínek (15. března 1944, Hlinsko – 10. června 1999, Hlinsko) byl český malíř.

## Život
Základní školu ukončil roku 1958. Přestože byl všestranně nadaný, z politických důvodů mu bylo odepřeno studium na jakékoli střední škole. Mohl se nakonec vyučit pouze v oboru nástrojař v Nové Pace. Roku 1959 onemocněl diabetem typu 1, který byl u něj později provázen diabetickou retinopatií. Po absolvování učiliště pracoval v ČKD Hradec Králové a od roku 1964 v továrně Elektro-Praga Hlinsko.
Roku 1969 spoluzaložil filmový klub v Hlinsku a působil zde jako předseda výboru, dramaturg a lektor. Po třech letech byl filmový klub zakázán a Komínek pro zhoršení zraku odešel do invalidního důchodu. Od roku 1973 začal bez předchozí průpravy jako autodidakt malovat obrazy aby se osvobodil a nalezl nezávislost. Témata jeho obrazů vypovídají o kritickém a ironickém pohledu, s nímž vnímal atmosféru doby v malém městě za tzv. normalizace i o pozorovacím talentu se kterým dokázal vystihnout podstatné. Roku 1975 vyšetřovala Státní bezpečnost činnost údajné protistátní skupiny, kterou měl Komínek řídit, řada známých se mu začala vyhýbat. Jeho obrazy zakoupila Severočeská galerie výtvarného umění v Litoměřicích a od roku 1976 byl zastoupen na výstavách českého naivního a insitního umění pořádaného SGVU doma i v zahraničí.
V roce 1977 se seznámil s malířkou Miroslavou Zychovou a společně se zasazovali o záchranu čtvrti starých domků v Hlinsku ve čtvrti Betlém. Roku 1978 měl první samostatnou výstavu v pražském Divadle v Nerudovce, kterou připravila a uvedla Marcela Pánková. V témže roce obdržel první cenu na výstavě amatérských výtvarníků okresu Chrudim a roku 1979 byl oceněn na Národní přehlídce neprofesionální výtvarné tvorby.
Poslední obrazy namaloval počátkem roku 1980 a řada dalších zůstala nedokončena. Roku 1981 se narodil syn Oleg. Bohumír Komínek se v následujících letech zabýval sociologií a historií, pokoušel se o zformování teorie české transavantgardy a v letech 1982-88 se věnoval fotografování. Roku 1989 zcela oslepl.
Bohumír Komínek zemřel 10. června 1999. V následujících letech měl několik autorských výstav v regionálních galeriích, z nichž nejúplnější představení jeho díla nabídla společná výstava s Miroslavou Zychovou na zámku Klenová nazvaná Jedno místo, dvě cesty (2015). Soubornou Komínkovu výstavu Underground Hlinsko 70/80 uspořádala pod záštitou Nadace Charty 77 Galerie U prstenu v Praze roku 2016.

## Dílo

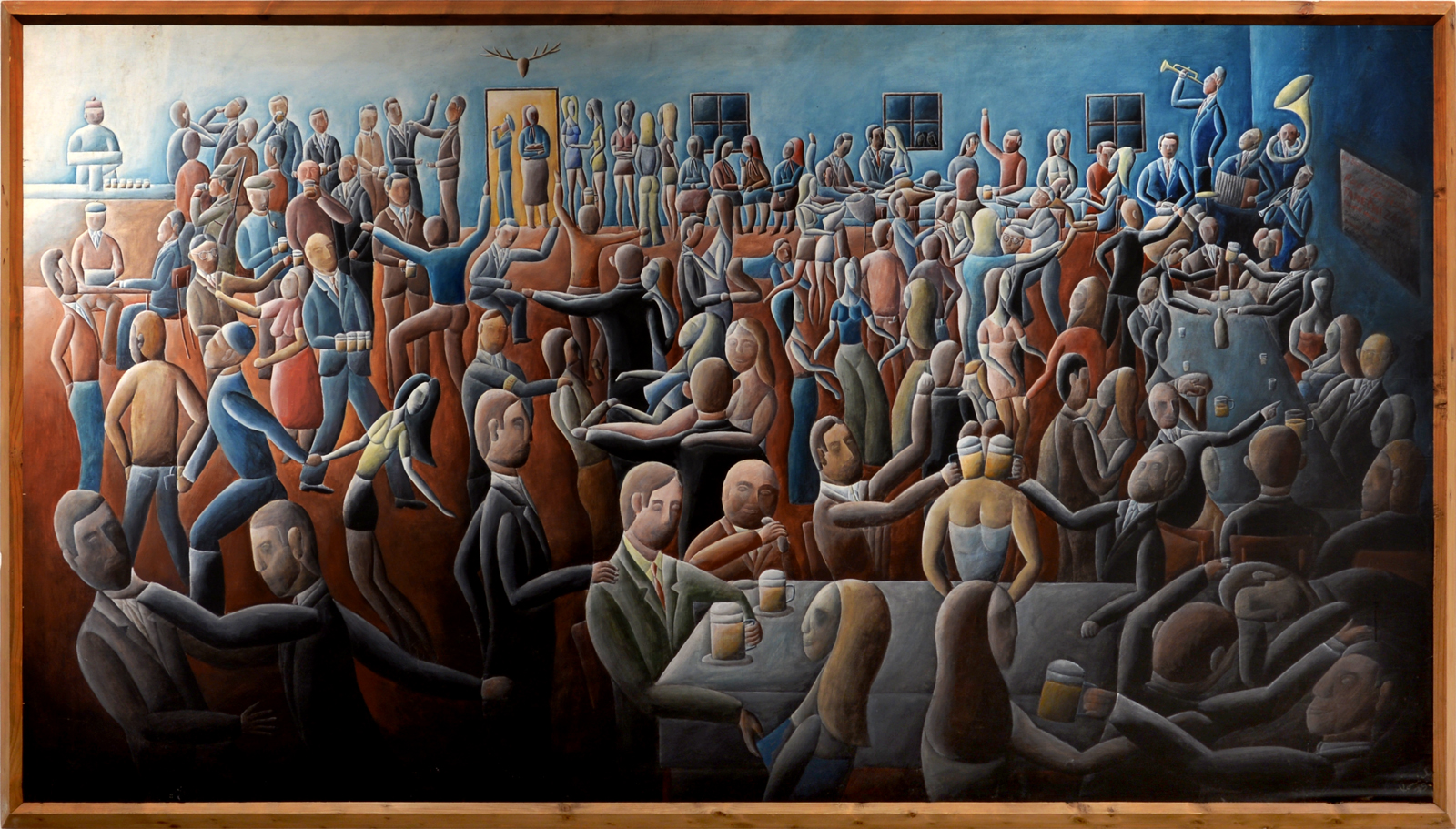
Posvícení (1975)

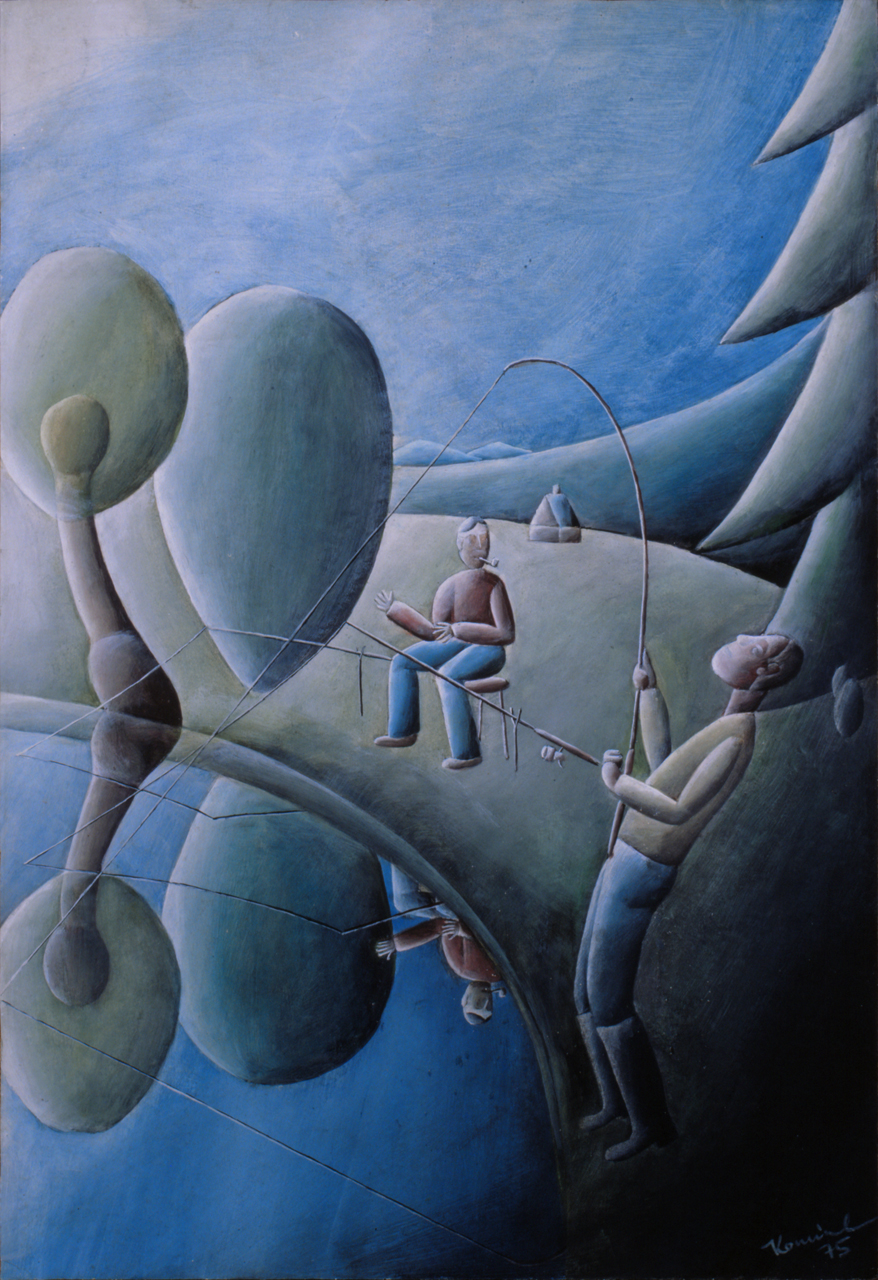
Rybáři (1975)

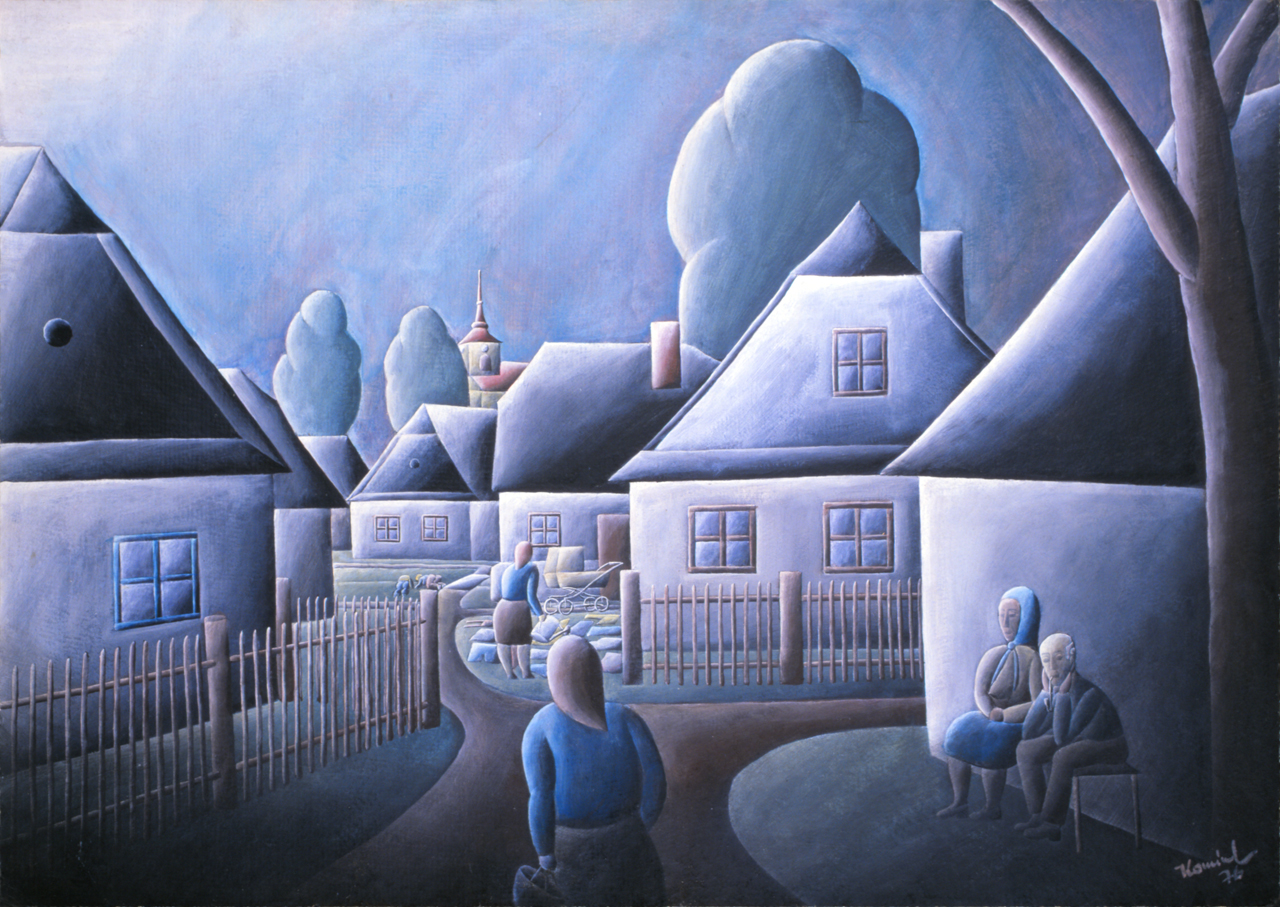
U nás na Betlémě (1976)

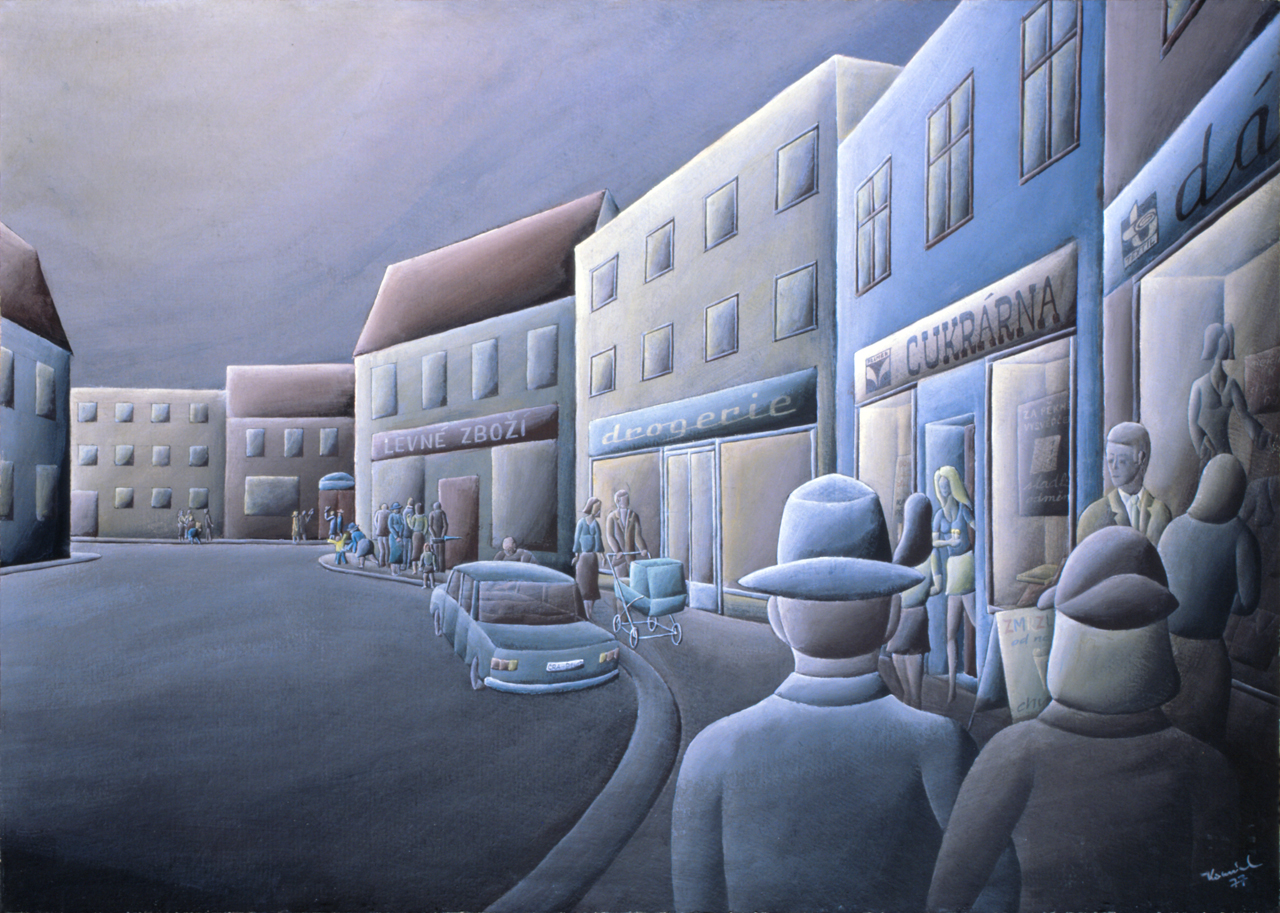
Nedělní odpoledne (1977)

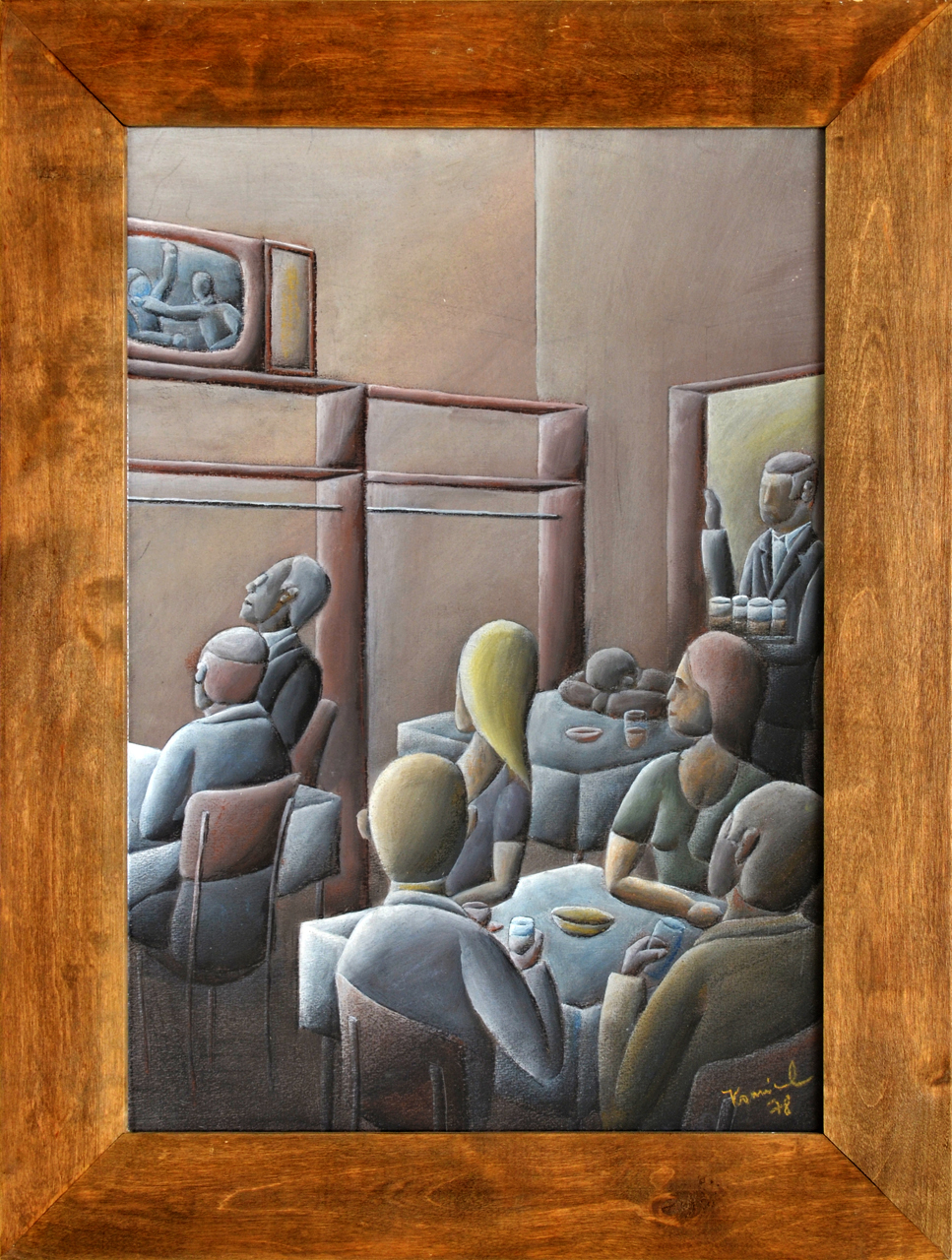
Odpoledne v Záložně, pastel, latex (1978)

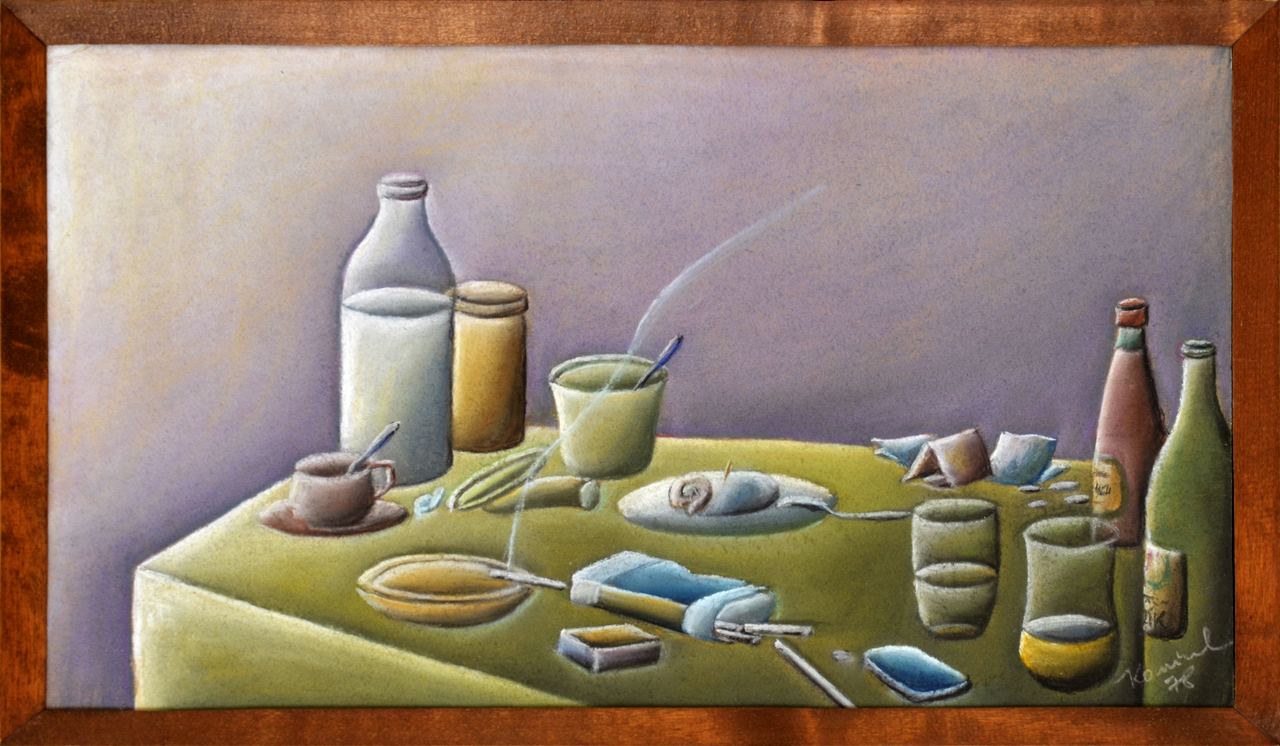
Opilcovo ranní zátiší I, pastel (1978)

Celé Komínkovo malířské dílo vzniklo v rozmezí pouhých sedmi let. Zařazení jeho obrazů mezi naivní umění neodpovídá míře jeho talentu, ani založení. Komínek byl mimořádně inteligentní, matematicky nadaný a přemýšlivý člověk, který používal vlastní originální techniku kombinující temperu a latexové barvy nebo pastel fixovaný latexem. Jeho malířský styl je nezaměnitelný a snadno rozpoznatelný. Řadou svých rysů se váže spíše k umění profesionálnímu, je soustavnou tvorbou, která si za svůj úkol neklade jen popis, ale výklad světa. Komínek modeluje objemy věcí i figur tak, že všechny plochy v obraze důsledně vybarvuje z jedné strany od světlých tónů až po úplně tmavou a tím vytváří jejich reliéfní plasticitu. Figury i věci na jeho obrazech působí jako vypouklá tělesa a mají přímo haptické kvality.
Komínkovy první obrazy z roku 1973 jsou silně stylizované lidské polofigury oproštěné od všech detailů. Námětem větších kompozic byla zprvu biblická a mytologická témata (Vyhnání z ráje, 1973, Před obrazem, 1974), která za postupující normalizace brzy vystřídala politická satira (Vzácná návštěva v JZD československo-mbrumbgwanžského přátelství se sídlem v Dolních Měchodůlkách, 1974–1975). Část obrazů autor zničil z obavy před domovní prohlídkou, když se o něj začala zajímat Státní bezpečnost. Důsledkem obav z uvěznění byla i částečná autocenzura témat obrazů. Z této doby pocházejí obrazy ekologicko-katastrofických vizí, které odrážely jeho osobní duševní rozpoložení a obavy o budoucnost. Autor se v nich vyvaroval úskalí mnohomluvných scén zalidněných figurami a vědomě sáhl k jednoduchým a výtvarně cítěným kompozicím (Sad, 1975, Útěk ze stínu, 1975).
V letech 1976–1978 se Komínek věnoval malování velmi intenzivně. Brzy si uvědomil, že věrné zachycení doby a strnulosti poměrů v malém městě vypovídá samo o zrůdnosti režimu více, než satirická nadsázka (Nedělní odpoledne, 1977, Před výlohou, 1977, Postávání, 1977, Večer v centru, 1977, Všední ráno, 1978). Častým námětem jsou lidé v restauraci (Posvícení, 1975, V kavárně, 1976) i bezútěšnost alkoholických úniků (Poslední host, 1978, Opilcovo ranní zátiší, 1978). Ve stejné době se začal zajímat o osud čtvrti starých domků na břehu Chrudimky v centru Hlinska, zvané Betlém, které hrozilo zbourání (Po demolici, 1979). Vytvořil sérii obrazů, kde se snažil zachytit atmosféru běžného života zdejších obyvatel (Zastavení na Betlémě, 1976, U nás na Betlémě, 1976, Zeď, 1976, Večerní nábřeží, 1977).
Komínek v důsledku své choroby rychle ztrácel zrak a kontrastem světlé a tmavé v konturách kresby kontroloval výstavbu obrazu (Ranní zátiší, 1978). Barvy v tmavých místech už nebyl schopen navzájem odlišit. Spíše než skutečnost, zobrazují jeho obrazy představu skutečnosti a postupně se také oprošťují od detailů, které nepovažoval za důležité. Koncem 70. let putoval pěšky po Železných horách a vytvořil sérii několika desítek pastelů, nejčastěji s tématem cesty (Fantastická krajina II., 1978, Cesta ze vsi, 1978, Cesta s keři, 1979, Silnice s dělicí čárou, 1980). Působí zde již němá řeč tvarů jako kulisa děje se skrytým životem. Obrazy, kresby a pastely, které nestihl dokončit, zůstávají i v této podobě svébytným a působivým uměleckým dílem (Záložna VII, Nejšťastnější den Simony a Patrika, 1976).

### Zastoupení ve sbírkách
- Severočeská galerie výtvarného umění v Litoměřicích
- Galerie výtvarného umění v Havlíčkově Brodě[13]
- Galerie Klatovy / Klenová

### Výstavy

#### Autorské
- 1978 Bohumír Komínek: Obrazy, Divadlo v Nerudovce, Praha
- 1993 Komínek 75 - 77, Galerie výtvarného umění v Havlíčkově Brodě
- 1994 Bohumír Komínek: Oka mžiky, Městský kulturní klub, Hlinsko
- 1995 Bohumír Komínek: Z let 1975–1977, Národní kulturní památka Vyšehrad, Praha
- 1995 Bohumír Komínek: Z Betléma a okolí, Galerie Jiřího Jílka, Šumperk
- 1996 Bohumír Komínek: Obrazy 1976–1977, Atrium na Žižkově, výstavní síň, Praha
- 1997 Bohumír Komínek: Vzpomínky na budoucnost, Národní kulturní památka Vyšehrad, Praha
- 1997 Bohumír Komínek: Obrazy, Galerie Paseka, Praha
- 1999 Bohumír Komínek: Obrazy z Hlinska a Betléma, Galerie Caesar, Olomouc
- 2001 Bohumír Komínek, Galerie výtvarného umění v Havlíčkově Brodě
- 2002 Bohumír Komínek, Městská galerie, Hlinsko
- 2002 Bohumír Komínek: Malba, Galerie výtvarného umění v Hodoníně
- 2011 Bohumír Komínek: Malba, Galerie výtvarného umění v Novém Městě na Moravě[14]
- 2016 Bohumír Komínek: Underground Hlinsko 70/80, Galerie U prstenu, Praha

#### Společné
- 1978 Výstava amatérských výtvarníků okresu Chrudim, Výstava neprofesionálních umělců východních Čech v Hradci Králové
- 1979 Národní přehlídka neprofesionální výtvarné tvorby, AMO Šumperk
- 1979/80 Nové obrazy, plastiky a grafika (přírůstky z let 1971 - 1979), Výstavní a koncertní síň Bedřicha Smetany, Ústí nad Labem, Severočeská galerie výtvarného umění v Litoměřicích
- 1980 Salon mladých výtvarníků, Praha, festival ZUČ socialistických zemí, Berlín
- 1981 Jiná jména v současné české malbě, Dobříš
- 1983 Krabičky, Galerie H, Kostelec nad Černými lesy
- 1989/90 České naivní umění, Banská Bystrica, Bardejov, Prešov
- 1994 Identifikácia v priestore a čase, Galéria Miloša Alexandra Bazovského v Trenčíne, Ústí nad Labem
- 2000 100. výstava Galerie Caesar, Galerie Caesar, Olomouc
- 2015 Miroslava Zychová, Bohumír Komínek: Jedno místo, dvě cesty, Zámek Klenová[15]